# 亞都麗緻大飯店
亞都麗緻大飯店（英語：The Landis Taipei）為台灣五星級飯店之一，於1979年開幕，舊名為亞都大飯店，1997年更名為亞都麗緻大飯店，座落於台北市民權東路二段41號，為共同創辦人周志榮、周賴秀端與董事林有承投資，總裁兼前董事長嚴長壽主持經營。2016年6月19日，董事長職務由周志榮兒子周永銘接任。
亞都麗緻大飯店共計客房219間，並提供經典杭州菜及法式餐飲服務，在外設有麗緻坊、麗緻巴賽麗等經營據點。

## 簡介
- 1979年，周志榮、周賴秀端成立亞都大飯店。同年，邀請時任美國運通台灣區總經理嚴長壽接任亞都大飯店總裁。
- 1997年，亞都大飯店更名為亞都麗緻大飯店。
- 2010年，亞都麗緻大飯店董事長周賴秀端卸任，嚴長壽接任董事長。
- 2016年6月19日，亞都麗緻大飯店召開股東會，嚴長壽正式退休，周志榮兒子周永銘接任董事長[1]。

## 公司沿革
- 1977年，亞都大飯店創立。
- 1979年，亞都大飯店正式營運。
- 1991年，麗緻管理顧問股份有限公司成立。
- 1997年，亞都大飯店更名為亞都麗緻大飯店。
- 1998年，羅東久屋麗緻客棧開幕。
- 1999年，亞都麗緻股票上櫃。
- 2002年，台南大億麗緻酒店開幕。
- 2003年，陽明山中國麗緻大飯店加盟。
- 2003年，烏來璞石麗緻溫泉會館開幕。
- 2007年，台中亞緻大飯店成立。
- 2008年，北投楓漾麗緻溫泉會館開幕。
- 2010年，亞都麗緻大飯店獲交通部觀光局五星級飯店認證[2]。
- 2013年，亞緻餐飲股份有限公司成立。5月，加盟體系的墾丁悠活麗緻渡假村被踢爆未通過環評而違規經營14年[3]。
- 2016年，新竹竹湖暐順麗緻文旅開始營運[4]。
- 2020年，台中亞緻大飯店結束營運[5]。
- 2020年，台南大億麗緻酒店於6月30日結束營運[6]。
- 2021年，新竹竹湖暐順麗緻文旅於11月30日結束合作加盟關係，更名為和選旅 THE HO HOTEL。
- 2022年，陽明山中國麗緻大飯店改為敦謙國際承租，8月1日更名為雀客藏居台北陽明山溫泉飯店。[7]
- 2023年，台南大億麗緻酒店改為福泰飯店承租[8][9]。

## 品牌據點
- 台北亞都麗緻大飯店
- 烏來璞石麗緻溫泉會館

## 外部連結
- 台北亞都麗緻大飯店 （页面存档备份，存于）（繁體中文）
- 台北亞都麗緻大飯店天香樓  臺北旅遊網[]
- 台北亞都麗緻大飯店  臺灣旅宿網 （页面存档备份，存于）